# Tolimaparkiet
De tolimaparkiet (Bolborhynchus ferrugineifrons) is een vogel uit de familie Psittacidae (papegaaien van Afrika en de Nieuwe Wereld). De wetenschappelijke naam van de soort werd als Brotogerys ferrugineifrons in 1880 gepubliceerd door George Newbold Lawrence. Het is een door habitatverlies kwetsbaar geworden vogelsoort die alleen voorkomt in Colombia.

## Kenmerken
De vogel is 18 tot 19 cm lang en overwegend donkergroen gekleurd. Rond het oog en tussen begin van de snavel tot het oog is de vogel roodbruin, tussen snavel en oog vaak helder rood. De vleugelveren (handpennen) zijn blauwachtig van kleur.

## Verspreiding en leefgebied
Deze soort is endemisch in Midden-Colombia in het departementen Tolima, Risaralda, Quindío, Caldas en mogelijk Cauca. De leefgebieden van deze vogel liggen in de Páramo: hoogvlakten met meren, veen en grasland in de Andes op 3000 tot 4000 meter boven zeeniveau. De vogels verblijven daar in struikgewas.

## Status
De tolimaparkiet heeft een beperkt verspreidingsgebied en daardoor is de kans op uitsterven aanwezig. De grootte van de populatie werd in 2016 door BirdLife International geschat op 1300 tot 2700 volwassen individuen. De populatie-aantallen nemen af door habitatverlies. Het leefgebied wordt aangetast door ontbossing door afbranden en omzetting in weidegebieden vooral onder de 3300 meter boven zeeniveau. Om deze redenen staat deze soort als kwetsbaar op de Rode Lijst van de IUCN.
Er gelden beperkingen voor de handel in deze parkiet, want de soort staat in de Bijlage II van het CITES-verdrag.